# 安麗中心
安麗中心是一座位於美國佛羅里達州奧蘭多的一座室內體育館。現為國家籃球協會（NBA）奧蘭多魔術隊的主場。耗資4.8億美元興建，於2010年10月1日啟用，用以取代原先的安利競技館。做為NBA場館時容納人數為18,846人。

## 外部連結

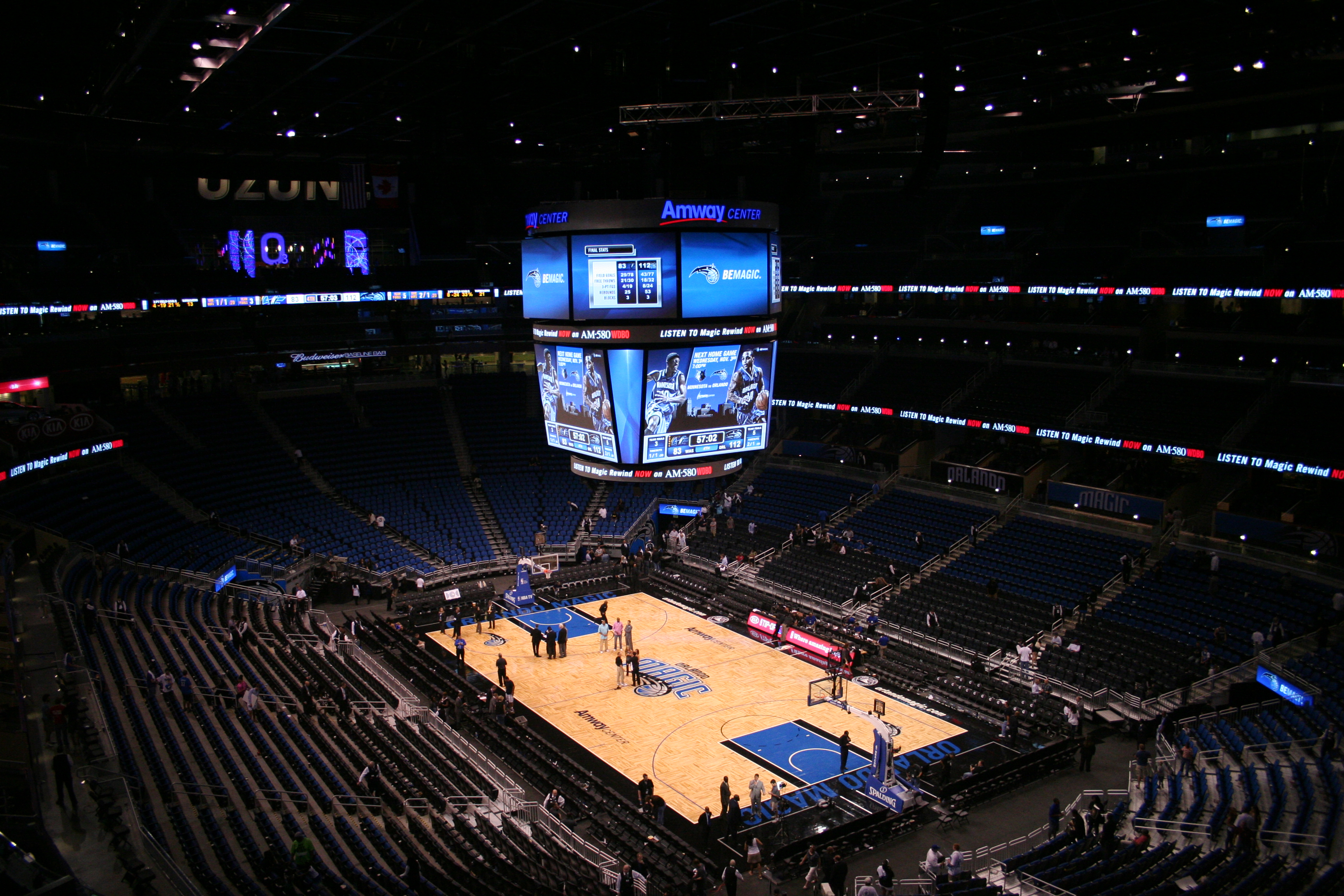
球場內部

- Amway Center（页面存档备份，存于）於nba.com （英文）
- 官方網站（页面存档备份，存于）（英文）